# Coxapopha diblemma
Espèce
Coxapopha diblemma est une espèce d'araignées aranéomorphes de la famille des Oonopidae.

## Distribution
Cette espèce est endémique du Panama. Elle se rencontre dans le parc national Soberania et l'aire protégée San Lorenzo.

## Description
Le mâle décrit par Fannes en 2013 mesure 1,95 mm.

## Publication originale
- Platnick, 2000 : On Coxapopha, a new genus of the spider family Oonopidae from Panama (Araneae Haplogynae). Memorie de la Societá Entomologica Italiana, vol. 78, p. 403-410.